# Bansi
Bansi fou una thikana o jagir de l'antic principat de Mewar, formada per 59 pobles i una vila. La població total el 1901 era de 5.736 habitants. Era governat per un thakur (noble) que portava el títol de rawat i era de la primera classe de la noblesa de Mewar. La capital era Bansi, amb 1.265 habitants el 1901, situada a uns 75 km al sud-est d'Udaipur (Rajasthan).

## Llista de rawats
- Sakta o Shakti, vers 1578, fil d'Udai Singh II de Mewar
- Achal Das I, fundador del sub clan Achalawat
- Nahar Das
- Jaswant Singh
- Kesri Singh
- Ganga Das, vers 1680
- Hari Singh I
- Hathi Singh
- Achal Das II
- Padam Singh
- Kishore Singh
- Amar Singh
- Ajit Singh
- Nahar Singh
- Pratap Singh
- Man Singh
- Takhat Singh 1887-1948